# Cleidothaeridae
Cleidothaeridae zijn een familie van tweekleppigen uit de superorde Anomalodesmata.

## Geslachten
- Cleidothaerus Stutchbury, 1830